# Perseus Karlström

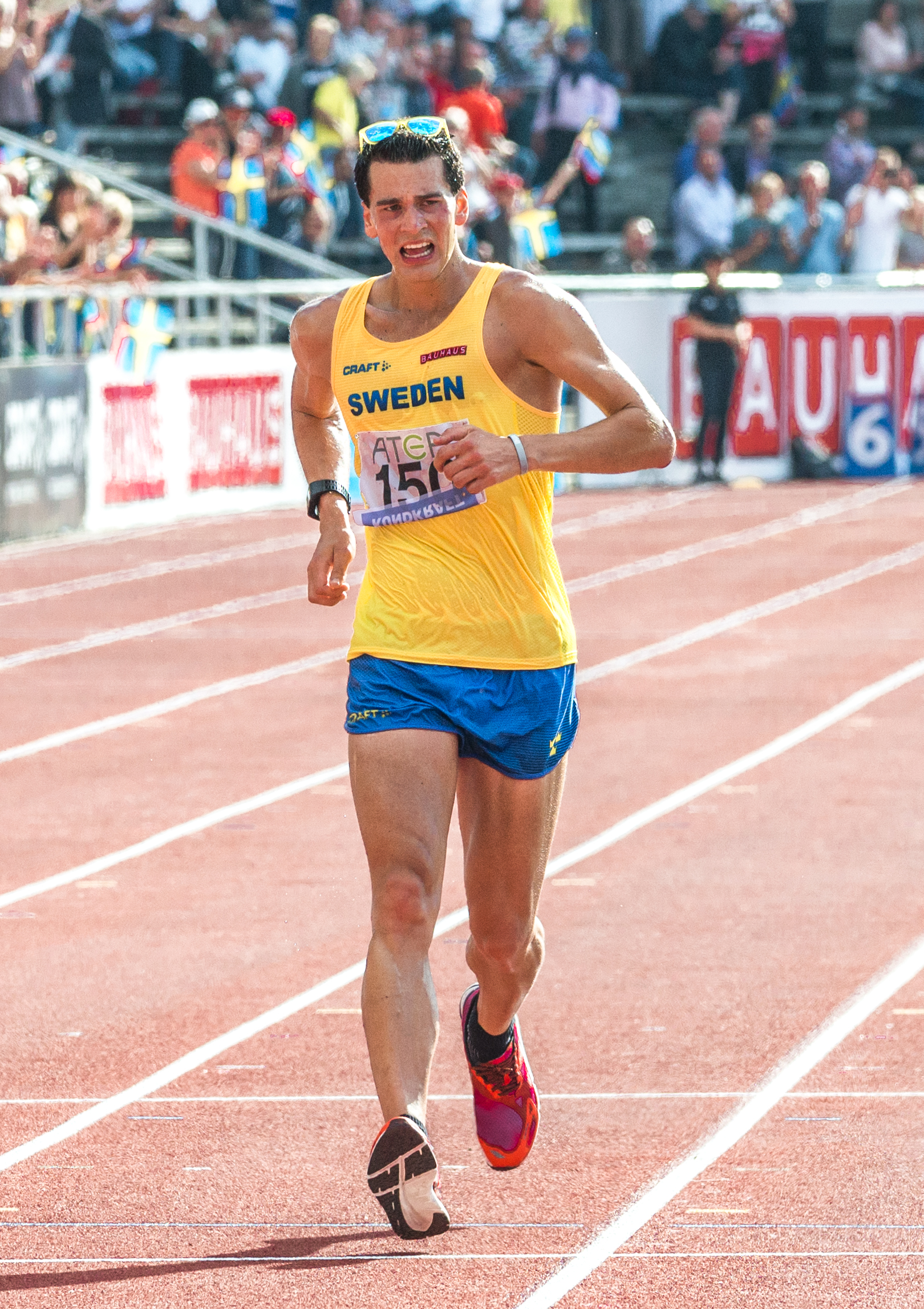
Perseus under Finnkampen på Stockholms stadion i augusti 2019.

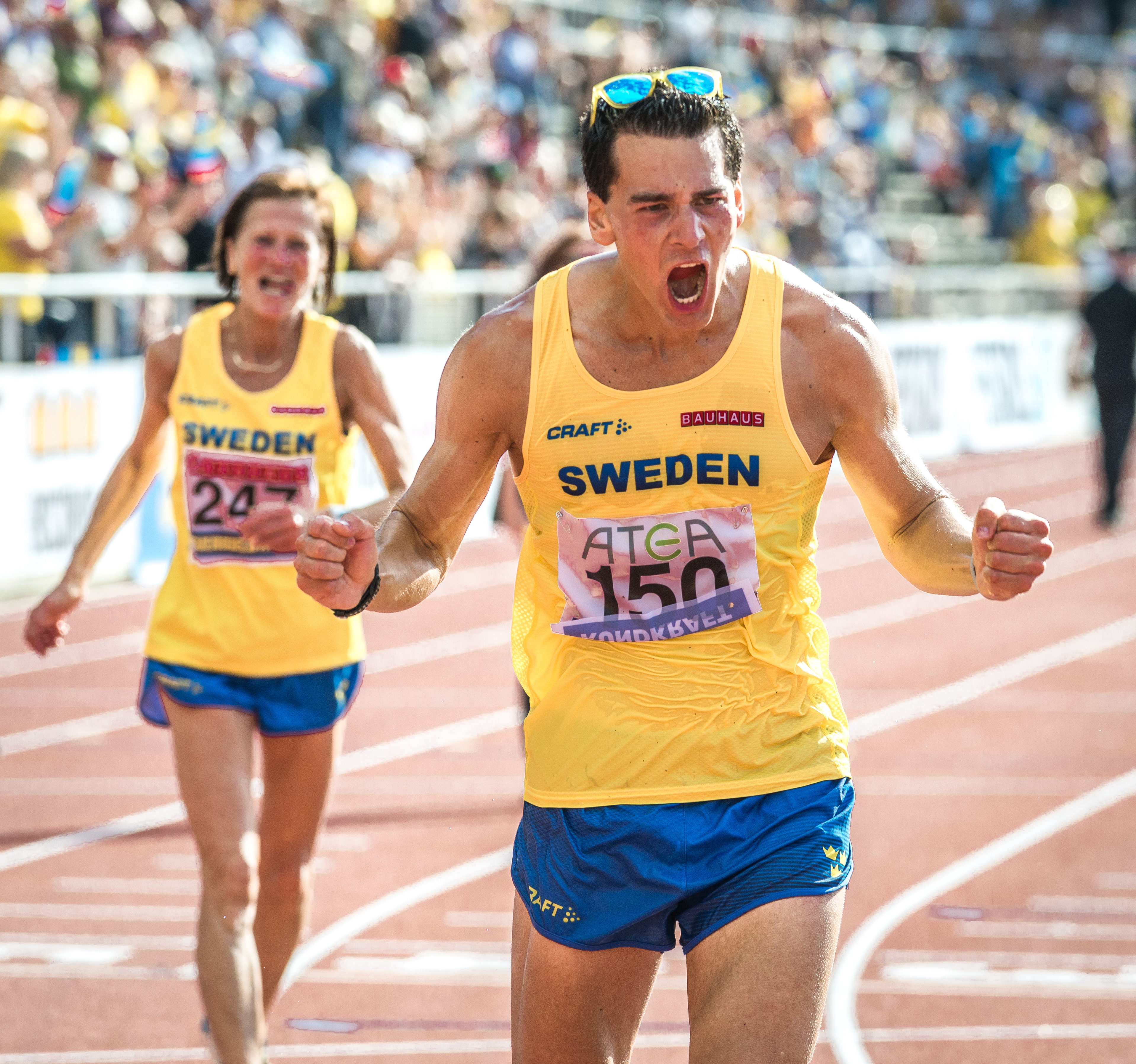
Perseus Karlström vinner 10.000 meter gång och slår nytt svenskt rekord med 38.03,95 under Finnkampen på Stockholms stadion den 24 augusti 2019. Siv Karlström, förbundskapten för gånglandslaget och mamma till Perseus, syns komma in för gratulationer i bakgrunden.

Perseus Karlström, född 2 maj 1990 i Öja församling, Södermanlands län, är en svensk friidrottare som tävlar i gång.

## Biografi
Karlström deltog på 20 km vid sommar-OS 2016 men fick avbryta tävlingen. Karlström tävlade också vid Världsmästerskapen i friidrott 2013, 2015, 2017 och 2019.
Under 2019 vann Karlström två deltävlingar i världscupen, en deltävling i Europacupen samt slog svenskt rekord på 20 km. Han ledde också under en period den totala världscupen. Under Finnkampen på Stockholms stadion den 24 augusti 2019 slog han nytt svenskt rekord på 10 000 meter gång med tiden 38.03,95. Detta rekord förbättrades i Dublin den 26 juni 2022 då han gick på 37.57,02. 
Karlström tog ett historiskt brons på 20 km gång i VM i friidrott i Doha 2019. Det var Sveriges första medalj i gång på herrsidan någonsin i ett VM. 2022 upprepade han bragden i VM i USA och tog brons efter en dramatiskt sista kilometer. Nio dagar senare upprepade han bedriften genom att ta brons i samma VM även i 35 km gång. Vid VM i Budapest 2023 tog Karlström silver på 20 km gång med personligt rekord på 1:17.39 och slutade åtta på 35 km.
Vid lag-VM:s individuella lopp i gång över 20 km i Antalya, Turkiet 21 april 2024 tog Karlström guld med tiden 1:18.49. Karlström tog också guld vid EM 2024 i Rom.

## Familj
Perseus Karlström är bror till Ato Ibáñez, också internationell gångare. Hans mamma, Siv Karlström, är förbundskapten för gånglandslaget.